# شذرات الذهب
شذرات الذهب في أخبار من ذهب كتاب من كتب التاريخ، ألفه الفقيه والمؤرخ ابن العماد الحنبلي (1032 هـ-1089 هـ)، حيث أرخ ابن العماد في كتابه الألف سنة الأولى من الإسلام، مبتدئا بالسنة الأولى للهجرة فالثانية فالثالثة وهكذا، مبينا في كل سنة أهم أحداثها، منبها إلى من توفي في هذه السنة من الأعلام والمحدثين منهم خاصة مع ذكر طرف من ترجمته، ويعد كتاب شذرات الذهب في واقع الأمر ملخص لتاريخ الإسلام للذهبي، وملخصا لكتاب الدرر الكامنة في أعيان المائة الثامنة للحافظ ابن حجر، والضوء اللامع لأهل القرن التاسع للحافظ السخاوي، والكواكب السائرة بمناقب أعيان المائة العاشرة للنجم الغزي، وموجز وذيل لما ألف على السنين من تاريخ الطبري وابن الجوزي وابن الأثير ومرآة الزمان وعيون التواريخ والبداية والنهاية للحافظ ابن كثير، وما ألف على البلاد مثل تاريخ بغداد وتاريخ الشام وتاريخ قزوين وغيرهم من كتب المتقدمين وبعض المؤرخين المحليين من المتأخرى ن، وهو يشمل أيضا ما ألف على الأسماء كابن خلكان في كتابه وفيات الأعيان والوافي بالوفيات، وغير ذلك من المطبوعات والمخطوطات التي انتهت قبل سنة ألف هجرية.
وقد قال ابن العماد الحنبلي في مقدمة كتابه:
| شذرات الذهب | فهذه نبذة جمعتها تذكرة لي ولمن تذكر وعبرة لمن تأمل فيها وتبصر من أخبار من تقدم من الآماثل وغبر وصار لمن بعده مثلا سائرا وحديثاً يذكر جمعتها من أعيان الكتب وكتب الأعيان ممن كان له القدم الراسخ في هذا الشان إذ جمع كتبهم في ذلك إما عسر أو محال لا سيما من كان مثلي فاقد الجدة بائس الحال فتسليت عن ذلك بهذه الأوراق وتعللت بعلل عله يبرد أوام الاحتراق إذ هذا شأو لا يدرك دقه وجله فليكن كما قيل ما لا يدرك كله لا يترك كله أردت أن أجعله دفتراً جامعاً لوفيات أعيان الرجال وبعض ما اشتملوا عليه من المآثر والسجايا والخلال فإن حفظ التاريخ أمر مهم ونفعه من الدين بالضرورة علم لا سيما وفيات المحدثين والمتحملين لأحاديث سيد المرسلين فإن معرفة السند لا تتم إلا بمعرفة الرواة وأجل ما فيها تحفظ السيرة والوفاة فممن جمعت من كتبهم وكرعت من نهلهم وعلمهم مؤرخ الإسلام الذهبي وفي الأكثر على كتبه أعتمد ومن مشكاة ما جمع في مؤلفاته استمد وبعده من اشتهر في هذا الشأن كصاحب الكمال والحلية والمنهل وابن خلكان وغير ذلك من الكتب المفيدة والأسفار الجميلة الحميدة وسميته شذرات الذهب في أخبار من ذهب ورتبته على السنين من هجرة سيد الأولين والآخرين وأسأل الله أن يثقل به ميزان الحسنات وأن يجعله مقرباً إليه وإنما الأعمال بالنيات فأقول ومنه أطلب العون والقبول | شذرات الذهب |

## الطبعات
- صدر عن دار ابن كثير في دمشق سنة 1986، حققه بالتعاون مع محمود الأرناؤوط.[2]